# Bruno Jelk
Bruno Jelk (* 2. Oktober 1943 in Plaffeien) ist ein Schweizer Bergretter und war von 1980 bis 2014 Chef der Bergrettung in Zermatt im Kanton Wallis. Er entwickelte unter anderem das Dreibein zur Bergung aus Gletscherspalten.

## Biografie
Bruno Jelk wuchs als ältester Sohn einer Bergbauern- und Hirtenfamilie in Plaffeien auf und trat 1965 der Grenzwacht bei. Während seiner ersten Stelle als Grenzwächter auf dem Grossen St. Bernhard von 1966 bis 1972 machte er das Skilehrerbrevet und wurde Bergführer. 1972 zog er nach Zermatt. Von 1980 bis 2014 war er Chef des Rettungswesens. Während seiner Zeit als Bergretter unternahm Jelk gemeinsam mit der Air Zermatt unzählige Rettungseinsätze und revolutionierte das Rettungswesen durch Entwicklungen wie die Long-Line-Rettung, das Multi Evaluations System (MERS-System), das Abseilsystem von einem Helikopter sowie eine trennbare Sicherung für die Übergabe von gesicherten Personen an den Helikopter, mit der die Verbindung auch unter Last zuverlässig gelöst werden kann. Bekannt wurde er unter anderem durch die DOK-Serie des Schweizer Fernsehens „Die Bergretter im Himalaya“.